# Ina-Becken

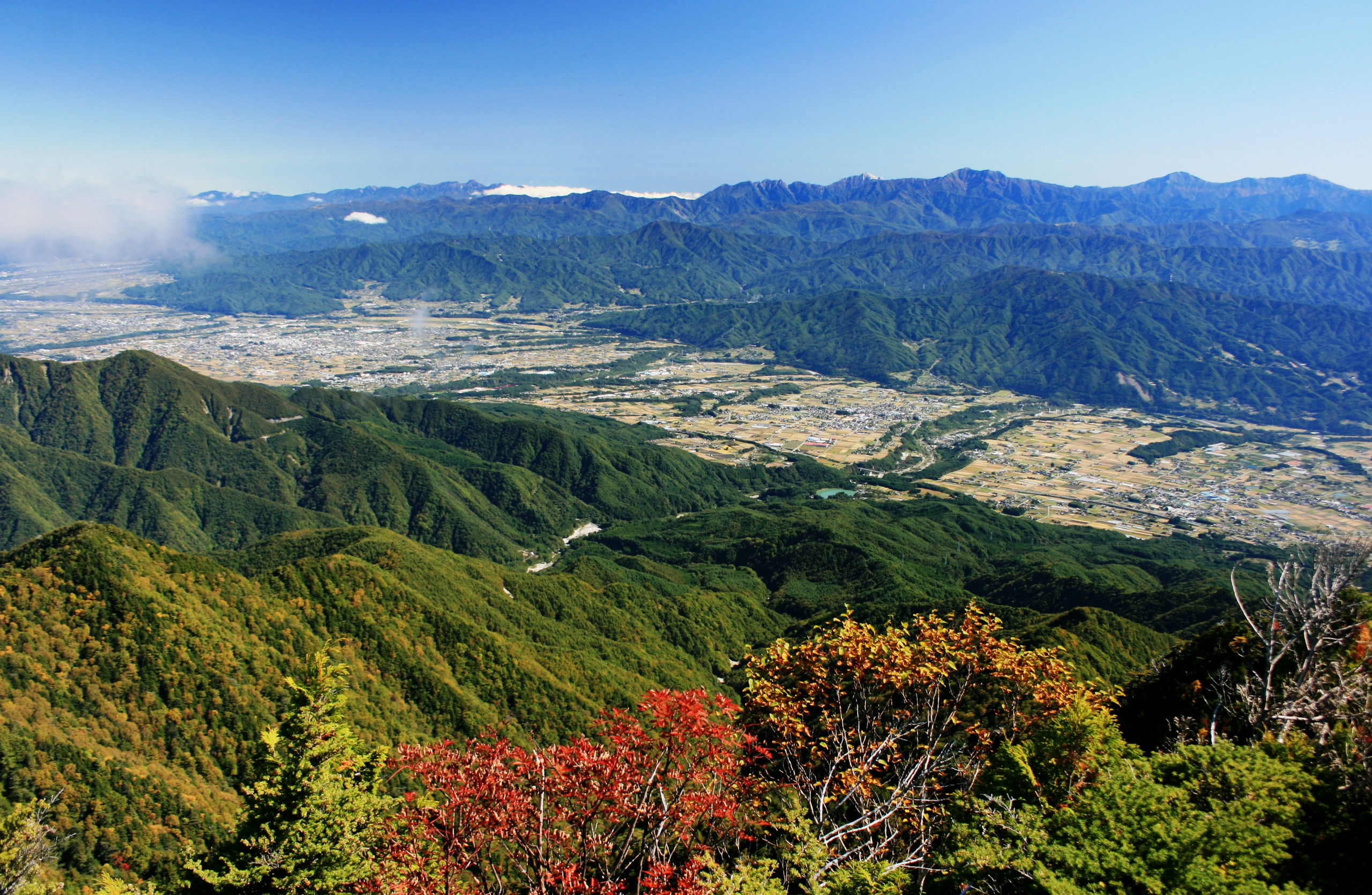
Ina-Becken vom Eboshi-dake aus gesehen

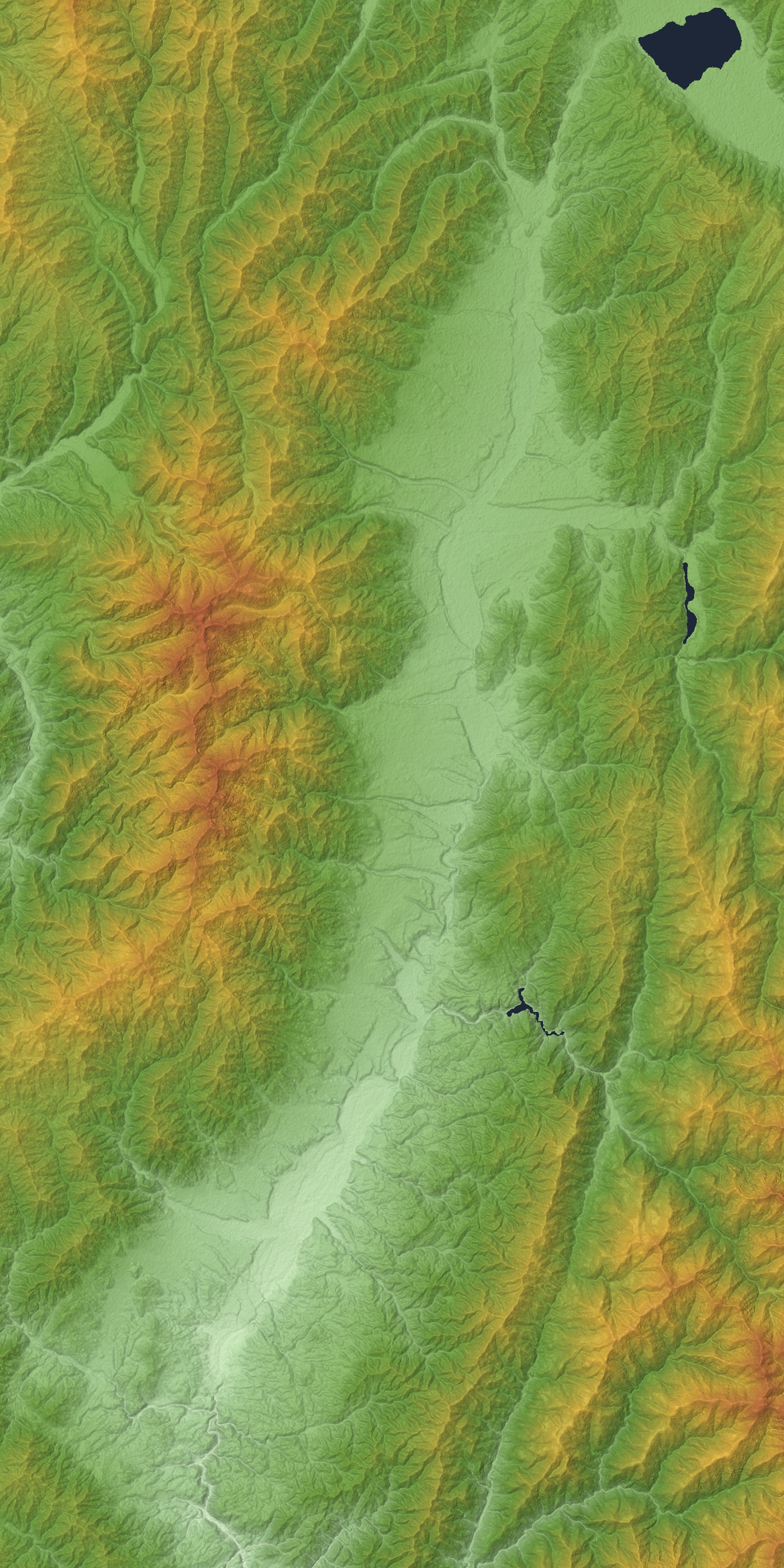
Topografisches Relief

Das Ina-Becken (jap. 伊那盆地, Ina-bonchi), Ina-Tal (伊那谷, Ina-dani)  oder Ina-Ebene (伊那平, Ina-daira) ist ein Becken im Zentrum der Japanischen Alpen in der Präfektur Nagano auf der japanischen Hauptinsel Honshū. Es erstreckt sich über 60 km in nord-südlicher Richtung und wird vom Fluss Tenryū durchflossen. Es ist eine der „vier Ebenen“ die im Präfekturlied der Präfektur Nagano erwähnt werden.

## Geografie und Klima
Das Becken wird im Westen vom Kiso-Gebirge und im Osten vom Ina-Bergland als Vorgebirge des Akaishi-Gebirges eingegrenzt. Die beiden höchsten Berge am Rand des Beckens sind der Kai-Komagatake im Akaishi-Gebirge und der Kiso-Komagatake im Kiso-Gebirge.
Obwohl das Ina-Becken sehr zentral auf Honshū im Hochgebirge liegt, fällt im Winter vergleichsweise wenig Schnee. Der Schneefall kann mit dem in der Präfektur Yamanashi oder dem im Süden der Präfektur Gifu verglichen werden. Unter Einfluss des Föhns kann es im Sommer im Becken sehr heiß werden.

## Großstädte und Landkreise
Folgende Großstädte und Landkreise liegen im Ina-Becken:
- Großstädte[1]
  - Iida
  - Ina
  - Komagane
- Landkreise
  - Kamiina
  - Shimoina